# فرضیه برخورد بزرگ

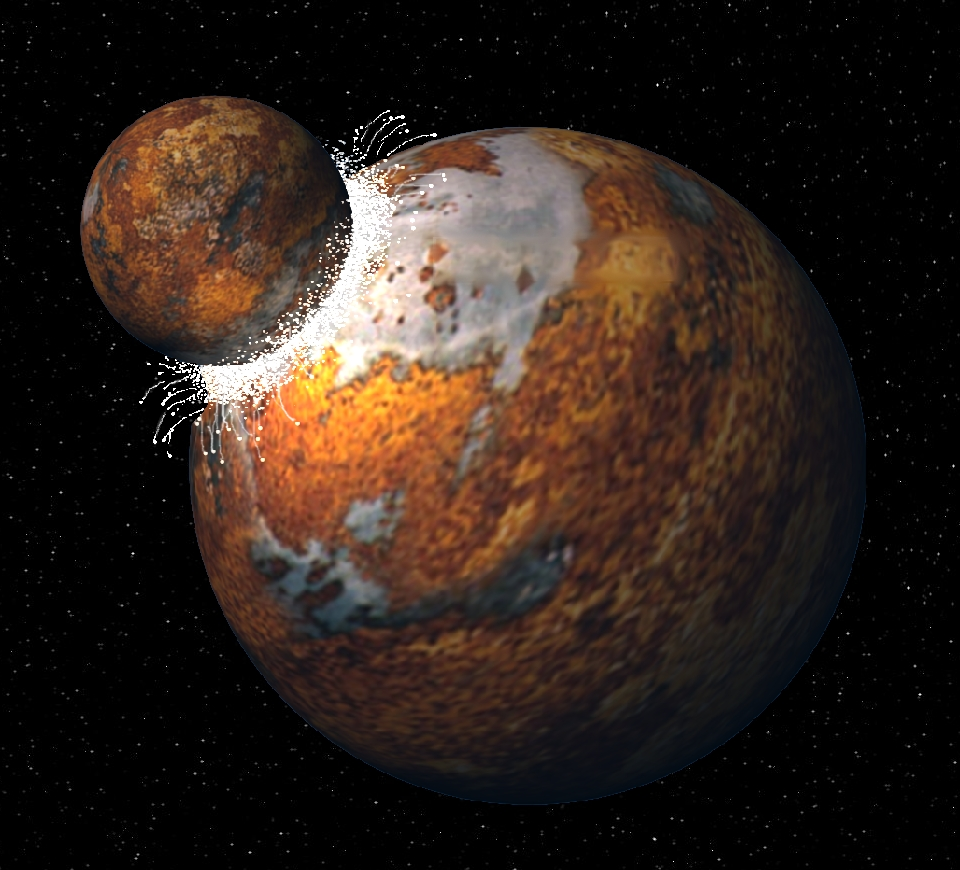
نگاره ای خیالی از برخورد بزرگ

فرضیهٔ برخورد بزرگ (به انگلیسی: giant-impact hypothesis) در فرضیه زمین‌شناسی سیاره‌ای فرضیه‌ای است که چگونگی تشکیل شدن کرهٔ ماه را توضیح می‌دهد.
این فرضیه بیان می‌کند که پس از سرد شدن منظومهٔ شمسی، در دوران بمباران سنگین، زمین هیچ قمری نداشت. اما در مدار زمین سیاره کوتوله‌ای در ابعاد مریخ وجود داشت که در یکی از نقاط لاگرانژی زمین قرار داشت. پس از چند میلیون سال، این سیاره که امروزه به آن تیا می‌گویند از وضعیت پایدار خود خارج شد و با زمین برخورد کرد. در نتیجه بخشی از زمین به صورت گوی مذابی از آن جدا شد و پس از انجماد و گذراندن مراحلی، ماه امروزی را تشکیل داد.